# 日本刺子莞
日本刺子莞（学名：Rhynchospora nipponica）为莎草科刺子莞属的植物。分布于日本、台湾岛等地，多生在开阔草甸、湖边以及流水中，目前尚未由人工引种栽培。

## 异名
- Rhynchospora nipponica Makino